# Slavko Hodžar
Slavko Hodžar, slovenski inženir, * 8. april 1923, Celje,   † 12. december 2010. 
Hodžar je bil od leta 1960 do upokojitve leta 1987 profesor na Fakulteti za elektrotehniko, v letih 1977-1978 pa prorektor in 1978-1981 rektor Univerze v Ljubljani.